# Oxythres
Oxythres é um gênero de traça pertencente à família Arctiidae.